# Elsken Jorisdochter
Elsken Jorisdochter was een 17e-eeuwse Nederlandse vrouw op wier naam de oudste obligaties staan waar nog steeds rente op wordt uitbetaald. De door haar in 1624 gekochte obligaties leveren nog steeds een rente op van 2,5%.

## Historie
In 1624 betaalde Elsken Jorisdochter 1200 carolusguldens om te beleggen in  eeuwigdurende obligaties, uitgegeven door de Hoogheemraadschap Lekdijk Bovendams. De obligaties werden uitgegeven nadat de dijk bij de Lek bij Tull en ‘t Waal bij Houten in 1624 doorbrak. Met de opbrengst van de obligaties werd de dijk hersteld. Er werden gedurende het jaar 1624 50 of meer obligaties uitgegeven. Ze boden een initiële rente van 6,25%.
De obligaties van Elsken Jorisdochter zijn nu in het bezit van de New York Stock Exchange. Daarmee werden het de oudst bekende obligaties die ooit werden verhandeld in de VS. In 2024 werd op de door Elsken Jorisdochter gekochte obligaties nog steeds rente betaald door de opvolger van het Hoogheemraadschap Lekdijk Bovendams, het Hoogheemraadschap De Stichtse Rijnlanden. Het zijn de oudste obligaties ter wereld waar nog rente op wordt uitbetaald.